# 寇特·安格
寇特·安格（英語：Kurt Angle，1968年12月9日—），本名寇特·史蒂芬·安格（英語：Kurt Steven Angle），是美國退休職業摔角選手及演員，現受聘於世界摔角娛樂。他原本是1996年奧林匹克運動會摔角項目金牌得主，退役後轉投入職業摔角。
安格於高中及大學時開始參加業餘摔角，他在賓夕法尼亞州的克拉里恩大學時贏得了許多榮譽，包括NCAA（National Collegiate Athletic Association）冠軍。大學畢業後，他於1995年贏得世界業餘摔角冠軍，接著他參加了1996年在亞特蘭大舉辦的夏季奧林匹克運動大會，並贏得了重量級摔角項目的金牌。
1998年，安格與世界摔角娛樂簽約，正式投身職業摔角，2000年2月時他被世界摔角娛樂力捧至上位，當時他同時獲得WWE歐洲冠軍以及WWE洲際冠軍，之後他開始爭奪WWE冠軍腰帶，並參與主線劇情演出，直到2006年8月他的合約到期為止。他效力於世界摔角娛樂時總共獲得6次世界重量級冠軍頭銜,4次的WWE冠軍、一次世界重量級冠軍 (WWE)、一次WCW冠軍、一次WWE美國冠軍、一次WWE洲際冠軍、一次WWE歐洲冠軍、一次WWE硬蕊冠軍和一次WWE雙打冠軍（與克里斯·班瓦搭擋）。此外他也是2000年的擂台之王優勝者，第10位達成三冠王以及完成世界摔角娛樂冠軍大滿貫大滿貫的第五人。
離開世界摔角娛樂後，安格加入了TNA，他也成為TNA第二位三冠王以及第一位同時擁有三個冠軍腰帶的選手，安格在TNA的期間，他現實生活的老婆卡蓮也加入了劇情的演出。安格也曾到新日本摔角遠征，拿下了IGF的IWGP冠軍。
2017年3月31日，安格入選了WWE名人堂，同年4月接替被解僱的米克·佛利成為Raw品牌節目的總經理，直到2018年8月。

## 使用招式

### 經常出現的平地招式
- DDT
- 大腳
- 長矛衝撞(Spear):與Edge等人齊名，但弱於Goldberg。
- 肘擊
- 手刀
- 岩石落
- 金臂勾
- 十字固定

### 飛天招式
- 雪崩式頭槌(另有斷崖式)
- 雪崩式肘擊
- 月面宙返技：

安格代表性的飛天技，這招被WWE粉絲認為是WWE和TNA中使用最漂亮的。雖然像Paul Landon等人也會使用，但是與安格相比就遜色許多。這招是非常漂亮的飛天技，爬上角柱後後仰跳攻擊受招者，但不是肘擊，而是類似撲擊攻擊對手。此招日摔的明星武藤敬司也會使用。安格使用月面宙返之後基本上就直接上終結技。

### 終結技
- 三連德式後翻摔：
- 安格翻摔(Angle Slam)：

又譯作奧林匹克翻摔。是安格的終結技之一，將受招者扛起來翻摔到地面，與蒙古摔角類似。
- 安格腳踝固定技(Ankle Lock)：

安格最著名的終結技。舉起受招者單腳並施力扭曲腳踝，使受招者痛到投降。

## 備註
安格原本是有頭髮的，當時的出場樂為Angle Angle。
後來和Edge比了一場誰輸了就要剃頭髮的比賽，結果安格輸了這場比賽，那麼Edge就可以幫他剃頭髮。
結果被Edge勒昏的安格，醒過來發現頭髮被剃光了，非常難過。在那之後，觀眾在每次他出場比賽時，就會對他喊：「You Suck，You Suck。」

## 外部連結
- 寇特·安格在互联网电影资料库（IMDb）上的資料（英文）
- 官方網站（页面存档备份，存于）（英文）
- TNA官網資料（英文）
- TNA名人堂裡的寇特·安格（英文）